# Kaunia
Kaunia est une upazila du Bangladesh dans le district de Rangpur. En 2011, on y dénombrait 227 805 habitants.